# Iàblonovka
Iàblonovka (en rus: Яблоновка) és un poble del krai de Primórie, a l'Extrem Orient de Rússia, que en el cens del 2010 tenia 434 habitants. Pertany al districte rural de Iàkovlevski.